# Orzechówko (powiat olecki)
Orzechówko (niem. Orzechowken, od 1925 r. Nußdorf) – wieś w Polsce położona w województwie warmińsko-mazurskim, w powiecie oleckim, w gminie Świętajno.
W latach 1975–1998 miejscowość położona była w województwie suwalskim.
Wieś czynszowa lokowana 27 lutego 1555 na 30 włókach w wyniku nadania starosty książęcego, Krzysztofa Glaubitza. Starosta nadał Michałowi (kościelnemu) oraz Pawłowi, synowi Szymona, trzy włóki sołeckie, zlecając im założenie wsi czynszowej.
W roku 1600 w Orzechówku mieszkali Polacy i Litwini, w roku 1719 – Polacy i Niemcy. Szkoła powstała w 1761 roku. W roku 1935 zatrudniała ona dwu nauczycieli i miała 37 uczniów w klasach od pierwszej do czwartej i 31 uczniów w klasach od piątej do ósmej. Wieś należała do parafii i Świętajno. Liczyła w 1938 roku 363 mieszkańców. funkcjonowały dwie nazwy: Orzechowken, Siemonen. Jednakże w 1925 roku dotychczasowe nazwy zmieniono na formę niemiecką – Nussdorf.